# Rezerwat bagna Al-Azrak
Rezerwat bagna Al-Azrak (arab. ‏محمية الأزرق‎) – rezerwat położony w pobliżu miasta Al-Azrak asz-Szamali w muhafazie Az-Zarka, Jordania. Rezerwat został utworzony w 1978 roku. Zarządzany jest przez Królewskie Towarzystwo Ochrony Przyrody. W 1977 roku został objęty konwencją ramsarską ze względu na swoje znaczenie jako jeden z głównych punktów odpoczynku ptaków migrujących na trasie wędrówek Europa-Afryka. Rozciąga się na południe od miejscowości Al-Azrak asz-Szamali, na północnym krańcu depresji Azraq-Wadi Sirhan. Obejmuje ochroną pozostałości oazy w sercu jordańskiej części Pustyni Syryjskiej. Jest to jedyny obszar na terenie Pustyni Arabskiej z ekosystemem umożliwiającym ptakom odpoczynek, przezimowanie i rozród.

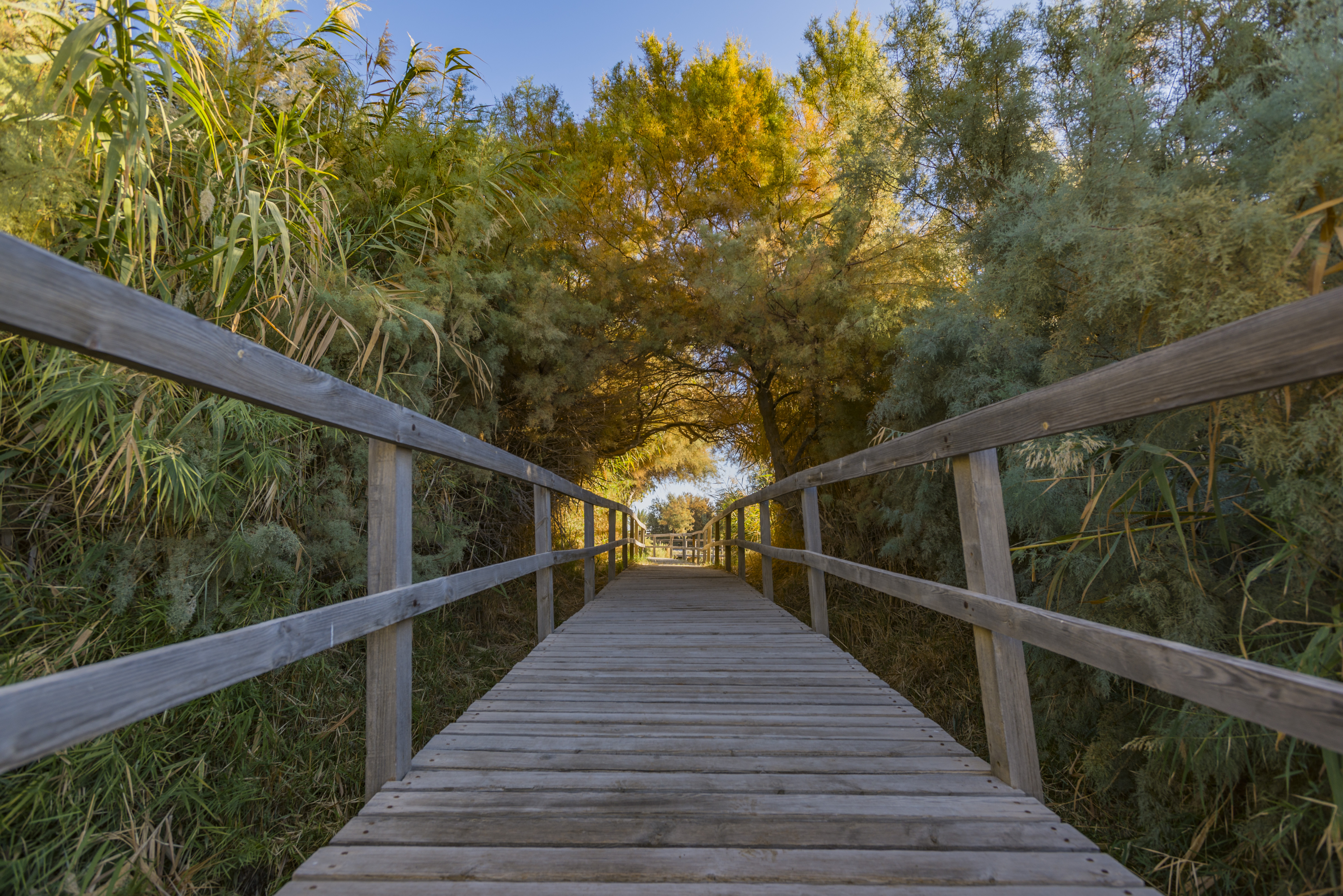
Kładka w rezerwacie

Oaza Al-Azrak obejmowała ponad 12700 km² i była najważniejszym źródłem wody pitnej na Pustyni Syryjskiej. W jej obrębie znajdowało się wiele jezior, bagien, strumieni. Przez tysiące lat było to miejsce bytowania wielu gatunków zwierząt, m.in. słoni, lwów i hipopotamów. Ślady obecności człowieka datowane są na około 200 tysięcy lat p.n.e. Obecnie jest przykładem jednej z największych klęsk ekologicznych w obszarze basenu Morza Śródziemnego. Wszystko rozpoczęło się w 1963 roku, kiedy rozpoczęto czerpanie wody z Al-Azrak dla rozwijającego się w niezwykłym tempie Ammanu. Stolica Jordanii oraz Irbid stały się miejscem masowych migracji Palestyńczyków z rejonów zajmowanych przez Izrael. Populacja Ammanu wzrosła w ciągu parudziesięciu lat z około 100 tysięcy w początku lat pięćdziesiątych XX wieku do prawie 3 milionów w początkach XXI wieku. Wraz z przybywaniem ludności w Ammanie i okolicznych miejscowościach wydobycie wody w celach spożywczych oraz nielegalne czerpanie wody ze studni artezyjskich do nawadniania upraw spowodowało ciągły spadek poziomu wód gruntowych osiągając w początku lat dziewięćdziesiątych XX wieku stan krytyczny. W 1992 roku główne źródło zasilające basen Al-Azrak wyschło, a poziom wód gruntowych spadł do ponad 12 metrów poniżej powierzchni gruntu. Obszar oazy zmniejszył się do około 0,04% jej początkowej powierzchni. W 1993 roku pobór wody doprowadził do takiego stanu, że zniknęły wody powierzchniowe i oaza w zasadzie przestała istnieć. Dodatkowo pojawił się problem zasolenia. Sól z podziemnych solanek przedostała się do gleb gruntowych powodując ich nieprzydatność do uprawy. W efekcie działań człowieka cały ekosystem oazy Al-Azrak został zniszczony. Według danych z 2 lutego 1967 roku obszar oazy był miejscem odpoczynku na trasie wędrówki z Europy do Afryki około 347 tysięcy ptaków, 2 lutego 2000 roku liczba ich wyniosła tylko 1,2 tysiąca.
Od 1994 roku Królewskie Towarzystwo Ochrony Przyrody wspierane m.in. przez Global Environmental Facility (GEF), Program Narodów Zjednoczonych ds. Rozwoju (UNDP) oraz rząd Jordańskiego Królestwa Haszymidzkiego rozpoczęło program odtwarzania oazy. Wybudowano rurociąg do transportu wody z Disah w Wadi Rum oraz wybudowano rurociągi doprowadzające wodę do rezerwatu. Początkowo było to 0,25 miliona m³, w 1998 roku ilość wpompowywanej wody wzrosła do 1,5 miliona m³.
W rezerwacie zaobserwowano:
- 163 gatunki bezkręgowców,
- 209 gatunków ptaków,
- 2 gatunki płazów m.in. żaba śmieszka,
- 16 gatunków gadów m.in. hardun, Agama pallida, Mesalina brevirostris, Mesalina guttulata, Acanthodactylus boskianus, Acanthodactylus pardalis, Acanthodactylus grandis.
- oaza Al-Azrak jest miejscem występowania niewielkiej drapieżnej ryby Aphanius sirhani, która po raz pierwszy została opisana w 1983 roku i występuje tylko tutaj. Ryba znajduje się w czerwonej księdze gatunków zagrożonych jako gatunek krytycznie zagrożony[8].